# Jägerdenkmal (Kempten)

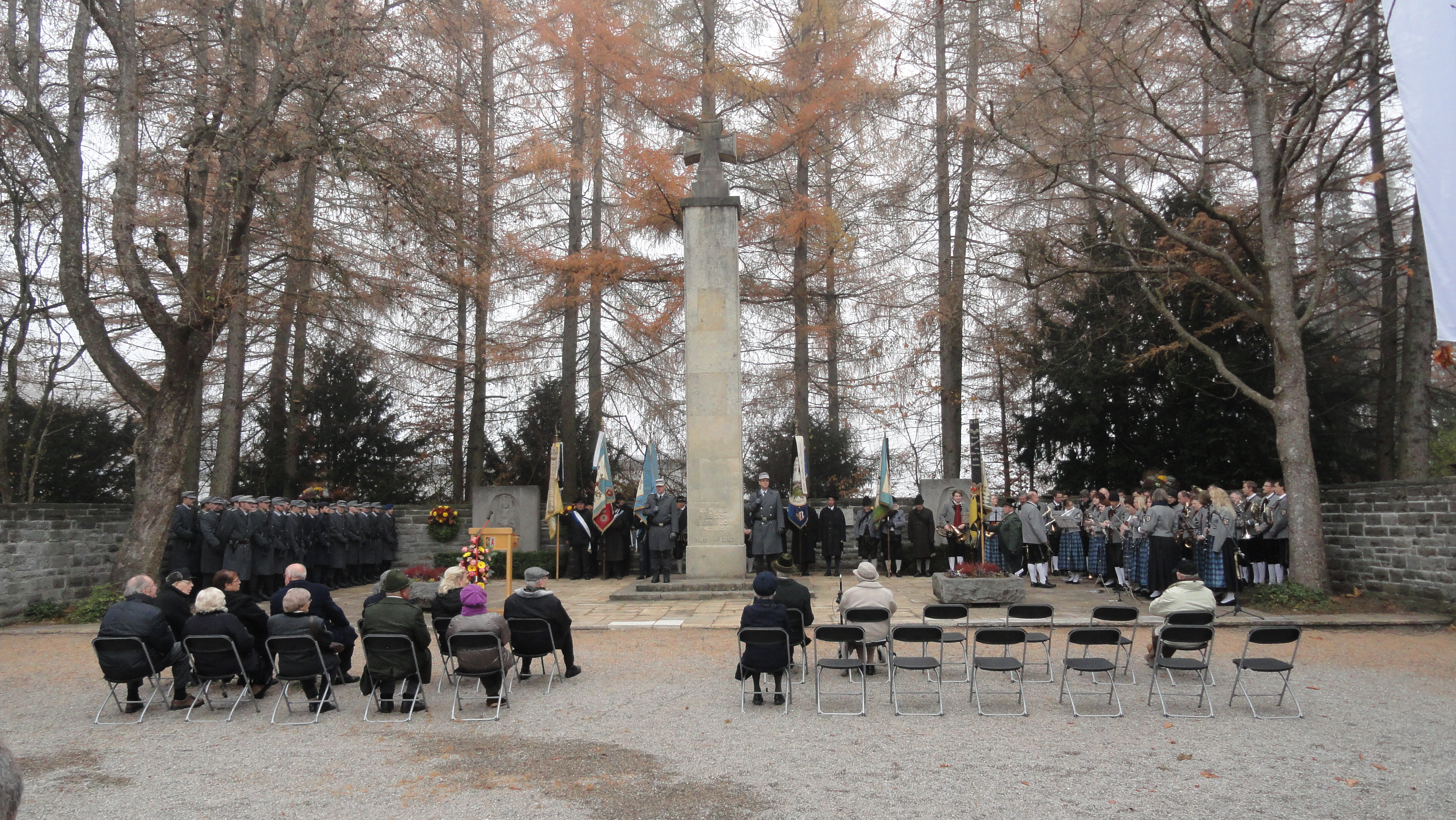
Das Jägerdenkmal am Volkstrauertag im Jahr 2011

Das Jägerdenkmal in Kempten (Allgäu) erinnert an Opfer und Gefallene in beiden Weltkriegen. Es befindet sich in der Haubenschloßanlage.

## Lage
Das Denkmal liegt südlich des Allgäu-Gymnasiums auf etwa 740 Metern Höhe und ist auf die Allgäuer Alpenkette ausgerichtet. Es befindet sich in der Nähe von Gebirgsjägerweg und Zwanzigerstraße. Der Platz vor dem Denkmal hieß in der NS-Zeit Adolf-Hitler-Platz und wurde nach dem Zweiten Weltkrieg in Audogarplatz umbenannt nach dem Gründer und ersten Abt des Kemptener Klosters, Audogar.

## Geschichte und Beschreibung

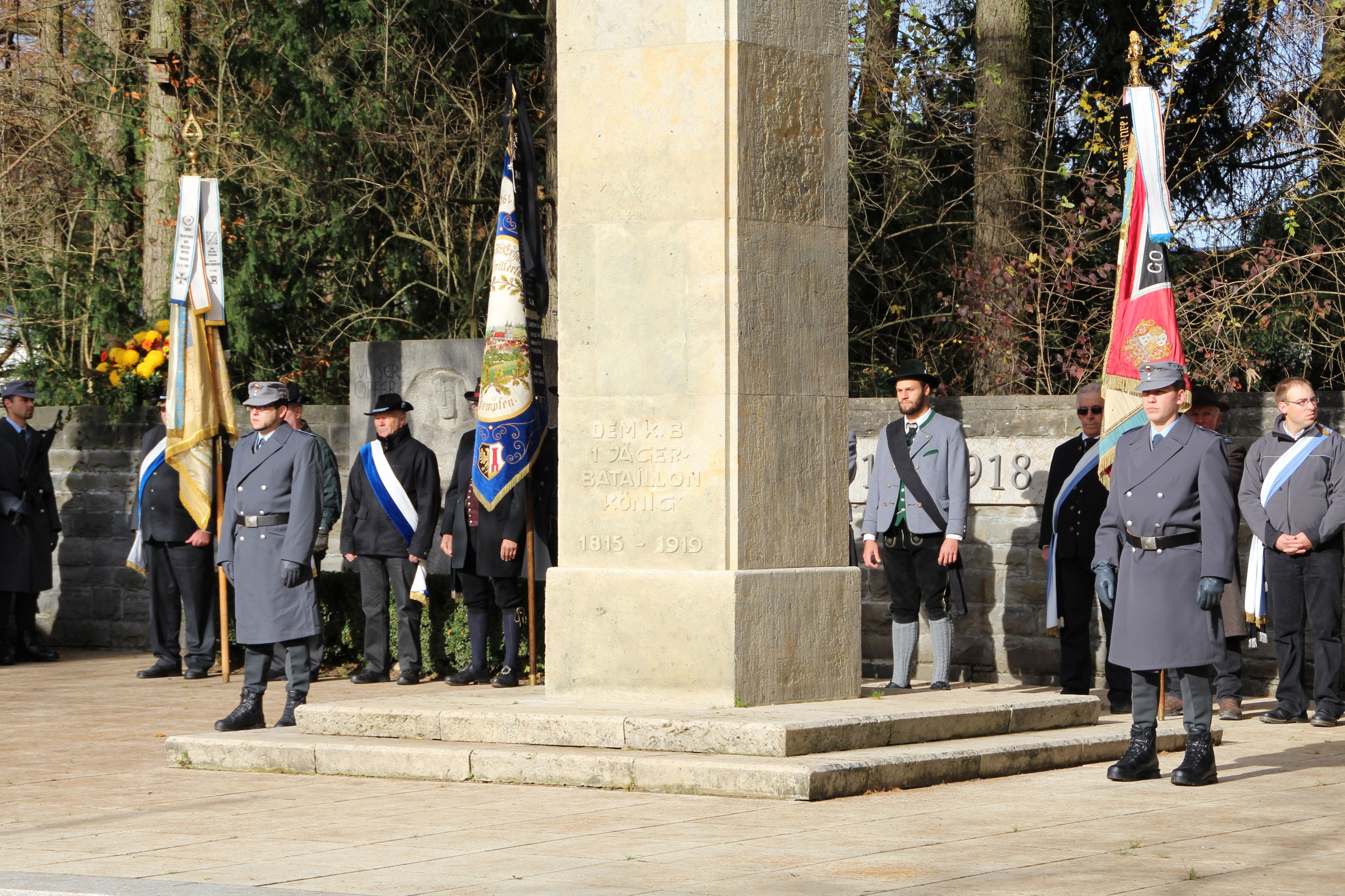
Volkstrauertag 2015

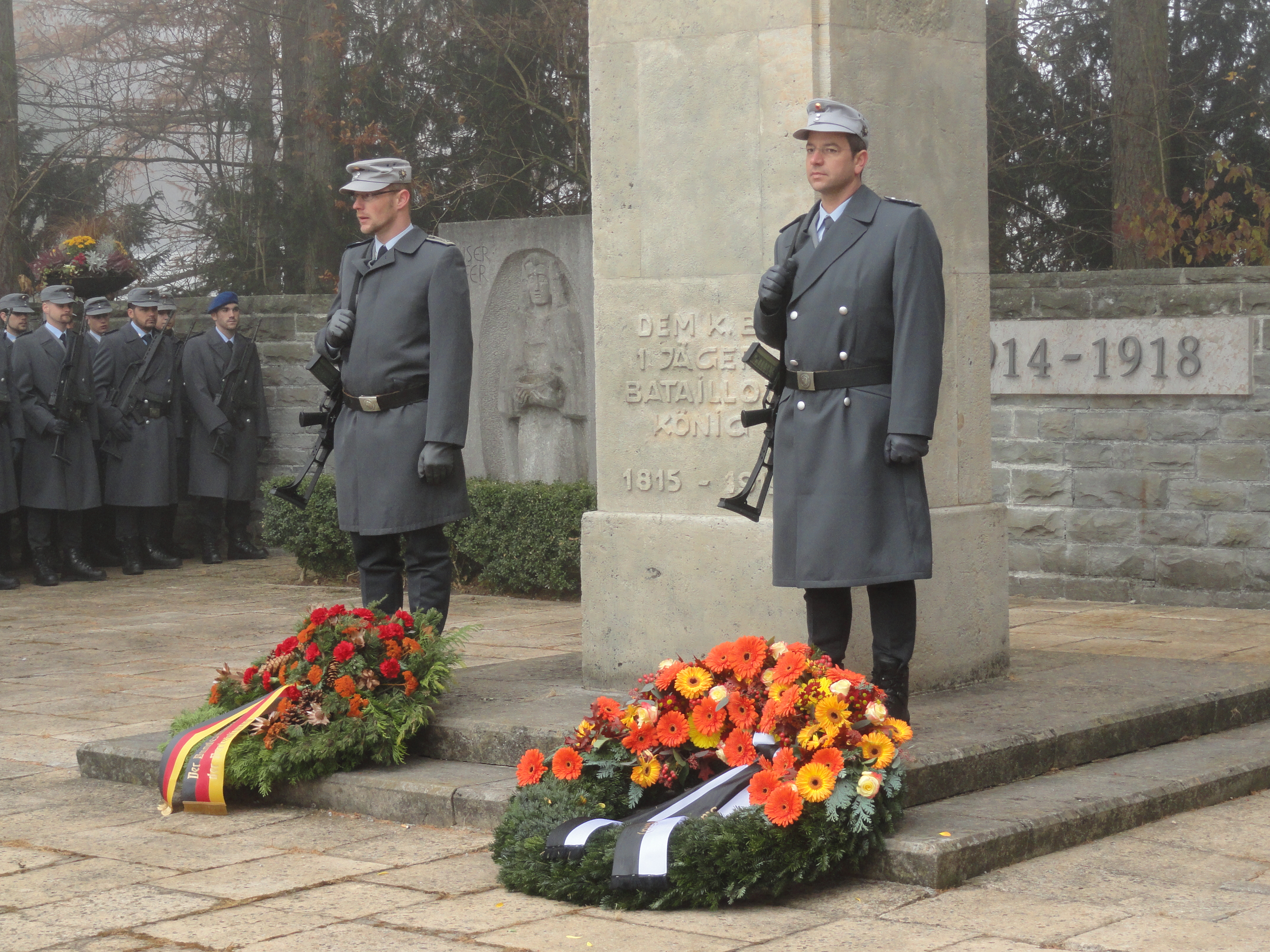
Kranzniederlegung am Volkstrauertag 2011

Initiiert wurde das Denkmal im Jahr 1925 von der Vereinigung ehemaliger Einser-Jäger von Kempten und Umgebung. Kempten war langjähriger Garnisonsstandort und beheimatete mehrere Truppeneinheiten. Es sollte zunächst an das Königlich Bayerische 1. Jägerbataillon „König“, aber zugleich an die Gefallenen des Ersten Weltkrieges erinnern.
Der Architekt und frühere Einser-Jäger Ambros Madlener war verantwortlich für Planung, Entwurf und Realisierung des Mahnmals. Er entschied sich bei den ersten Planungen für einen schlanken Pfeiler. Auf diesem steht ein Kreuz, das an ein Eisernes Kreuz erinnert.
Am 20. Juli 1930 wurde das Mahnmal im Beisein des Projektschirmherren, Kronprinz Rupprecht von Bayern, feierlich eingeweiht. Auf dem Denkmalskörper ist auf der Vorderseite „Dem K. B. 1. Jäger-Bataillon König 1815–1919“ zu lesen, auf der Rückseite lautet die Inschrift „59 Offiziere - 2250 Oberjäger und Jäger starben im Weltkrieg für das Vaterland“. Die Zahlen auf dem Pfeiler beziehen sich jedoch nur auf den Ersten Weltkrieg. Die linke Wand der Ummauerung trägt die Wappen der Städte, in denen das I. Jägerbataillon eine längere Zeit stationiert war; neben Kempten sind das die Orte Burghausen, Forchheim, Straubing, Forchheim und Freising.
Im Jahr 1933 wurde das Jägerdenkmal zum Adolf-Hitler-Platz umgewidmet.
Nach dem Zweiten Weltkrieg wurden ab 1950 in Kempten erste Gedenkfeiern für die Kriegsopfer auf dem nun wiederum umbenannten Audogarplatz abgehalten. Der Volkstrauertag wurde bis 1960 an einem Ehrenmal für die Kriegsopfer auf dem Katholischen Friedhof begangen. Ab 1957 zeigte sich der Wunsch seitens der Veteranen- und Kriegerkameradschaften sowie der Bevölkerung, den Ort der Gedenkfeier zum Jägerdenkmal zu verlegen. 1961 fand die erste Feier zum Volkstrauertag am Jägerdenkmal statt, vorher musste das Denkmal von seiner ursprünglichen Funktion (Denkmal zur Erinnerung an den Ersten Weltkrieg und an das Jägerbataillon) der Nachkriegssituation angepasst werden: Den Gestaltungselementen und Inschriften von 1930 wurden auf der rückseitigen Wand die Aufschriften „1914–1918“ und „1939–1945“ hinzugefügt, links von den Tafeln wurde jeweils eine Steinskulptur mit der Inschrift „Unser Opfer“ und „Unser Dank“ aufgestellt. Das Jägerdenkmal ist seit dem Jahr 1961 das offizielle, neue Ehrendenkmal der Stadt für die Gefallenen und Opfer der beiden Weltkriege.